# L'Île au trésor (film, 1937)
Pour les articles homonymes, voir L'Île au trésor (homonymie).
Pour plus de détails, voir Fiche technique et Distribution.
L'Île au trésor (Остров сокровищ, Ostrov sokrovichtch) est un film soviétique réalisé par Vladimir Vaïnchtok, sorti en 1937.

## Fiche technique
- Titre : L'Île au trésor[1]
- Titre original : Остров сокровищ (Ostrov sokrovichtch)
- Réalisation : Vladimir Vaïnchtok
- Scénario : Oleg Leonidov
- Photographie : Arkadi Kirillov
- Musique : Nikita Bogoslovski
- Pays de production : URSS
- Format : Noir et blanc - 35 mm - Mono
- Genre : Aventure
- Durée : 93 minutes
- Date de sortie : 1937

## Distribution
- Klavdia Pougatchiova : Jenny Hawkins
- Ossip Abdoulov : John Silver
- Mikhaïl Klimov : Trelawney
- Nikolaï Tcherkassov : Billy Bones
- Mikhaïl Tsariov : Livesey
- Anatoli Bykov : Smollett
- Nikolaï Mitchourine : Israel Hands
- Iona Bi-Brodski : George Mari
- Piotr Galadjev : Ben Gunn